# Mike Pinera
Mike Pinera (29. září 1948, Tampa, Florida, USA – 20. listopadu 2024) byl americký rockový kytarista a zpěvák, známý především jako člen skupiny Iron Butterfly. Rovněž působil v několika dalších skupinách, jako Blues Image (je spoluautorem hitu „Ride Captain Ride“) a v osmdesátých letech hrál ve skupině zpěváka Alice Coopera.

## Kariéra
Svou první kapelu, nazvanou Impalas, založil ve svých třinácti letech.
V roce 1966 spoluzaložil skupinu Blues Image, ve které hrál do roku 1970. Se skupinou vydal dvě studiová alba; třetí skupina nahrála již bez něj v sestavě a v roce 1972 se definitivně rozpadla. V roce 1970 se stal členem skupiny Iron Butterfly a podílel na jejím albu Metamorphosis. Ve skupině hrál až do jejího rozpadu v květnu 1971. Roku 1971 spolu s dalším členem Iron Butterfly, baskytaristou Lee Dormanem, produkoval eponymní album skupiny Black Oak Arkansas.
Následně založil skupinu Ramatam, se kterou vydal dvě studiová alba. Po jejím rozpadu se dal dohromady s dřívějšími členy skupiny Cactus a pod hlavičkou The New Cactus Band vydali album Son of Cactus. Ani tento projekt však dlouho nevydržel a Pinera v roce 1974 založil kapelu Thee Image, se kterou vydal dvě alba a brzy se i tento soubor rozpadl. Své první sólové album nazvané Isla vydal v roce 1978, druhé Forever následovalo o rok později. V letech 1978 až 1979 opět vystupoval s Iron Butterfly, ke kterým se znovu připojil v devadesátých letech.
V letech 1980 až 1983 byl členem doprovodné skupiny zpěváka Alice Coopera a nahrál s ním alba Special Forces (1981) a Zipper Catches Skin (1982).

## Diskografie

### Sólová
- Isla (1978)
- Forever (1979)
- In the Garden of Eden (1996)
- Timeless (2017)
- Next Voyage (2023)

### Ostatní
- Blues Image (Blues Image, 1969)
- Open (Blues Image, 1970)
- Metamorphosis (Iron Butterfly, 1970)
- Ramatam (Ramatam, 1972)
- In April Came the Dawning of the Red Suns (Ramatam, 1973)
- Son of Cactus (The New Cactus Band, 1973)
- Thee Image (Thee Image, 1975)
- Inside the Triangle (Thee Image, 1975)
- Special Forces (Alice Cooper, 1981)
- Zipper Catches Skin (Alice Cooper, 1982)